# Fejervarya teraiensis
Fejervarya teraiensis är en groddjursart som först beskrevs av Dubois 1984.  Fejervarya teraiensis ingår i släktet Fejervarya och familjen Dicroglossidae. IUCN kategoriserar arten globalt som livskraftig. Inga underarter finns listade i Catalogue of Life.